# Zhenja Isaak
Zhenja Isaak (* 1985 in Dshetygara, Kasachische Sozialistische Sowjetrepublik) ist ein deutscher Schauspieler.

## Leben
Zhenja Isaak wurde am Rande des Südural im heutigen Kasachstan geboren. Er wuchs mit Russisch und Deutsch als Muttersprachen auf. Von 2011 bis 2014 absolvierte er seine Schauspielausbildung an der Schule für Schauspiel Hamburg (SfSH) mit Schwerpunkt Film. Während seiner Ausbildung trat er in mehreren Produktionen im Studio-Theater der SfSH auf. Theaterengagements hatte er an den Hamburger Kammerspielen (2013), beim Sprechwerk Hamburg (2014) und am Thalia Theater (2015, in Moby Dick, Regie: Antú Romero Nunes). Außerdem wirkte er als Video-Actor bei einer Straßentheater-Produktion im Rahmen des Camden Fringe Festival in London mit.
Seit 2012 steht Issak auch regelmäßig vor der Kamera. Er wirkte in mehreren Kurzfilmen, einem Musikvideo sowie Hochschul- und Experimentalfilmen mit. Zu seinen Filmpartnern gehörten u. a. Heiko Pinkowski, Wladimir Tarasjanz und Robert Knorr. Unter der Regie von Lotta Doll drehte er 2016 den Kinofilm Be There, in dem er den zurückgezogen lebenden Architekten Alain, der ausschließlich Frauenkleider trägt und jeden Kontakt zu Menschen meidet, verkörperte.
Im Frühjahr 2018 stand Zhenja Isaak für die 15. Staffel der ARD-Fernsehserie Rote Rosen in Lüneburg vor der Kamera. Er spielte von Folge 2651 bis Folge 2660 (Ausstrahlungszeitraum: Mai 2018) den Streetart-Künstler und Sprayer Sascha Hinterhofer, genannt „Rabbit“, einen guten alten Freund der Serienhauptfigur Theo Lichtenhagen (Frederic Böhle). Zhenja Isaak gehörte zum Nebencast der 15. Staffel der ARD-Serie Rote Rosen. In der 3. Staffel der ZDF-Serie SOKO Hamburg (2021) spielte Isaak eine der Episodenrollen als tatverdächtiger Drogendealer Sergej.
Isaak, der auch als Synchronschauspieler arbeitet, lebt in Hamburg.

## Filmografie (Auswahl)
- 2014: Release (Kurzfilm, Cannes Official Selection – Short Film Corner)
- 2015: Freigeist (Kurzfilm)
- 2016: Irgendwo im Nirgendwo (Kurzfilm)
- 2018: Rotkäppchen (Kurzfilm)
- 2018: Rote Rosen (Fernsehserie, Seriennebenrolle)
- 2021: SOKO Hamburg: Fahrradflitzer (Fernsehserie, eine Folge)
- 2024: SOKO Hamburg: Die Stadt schläft (Fernsehserie, eine Folge)
- 2024: Mordnacht (Fernsehfilm)